# 瓦爾布拉

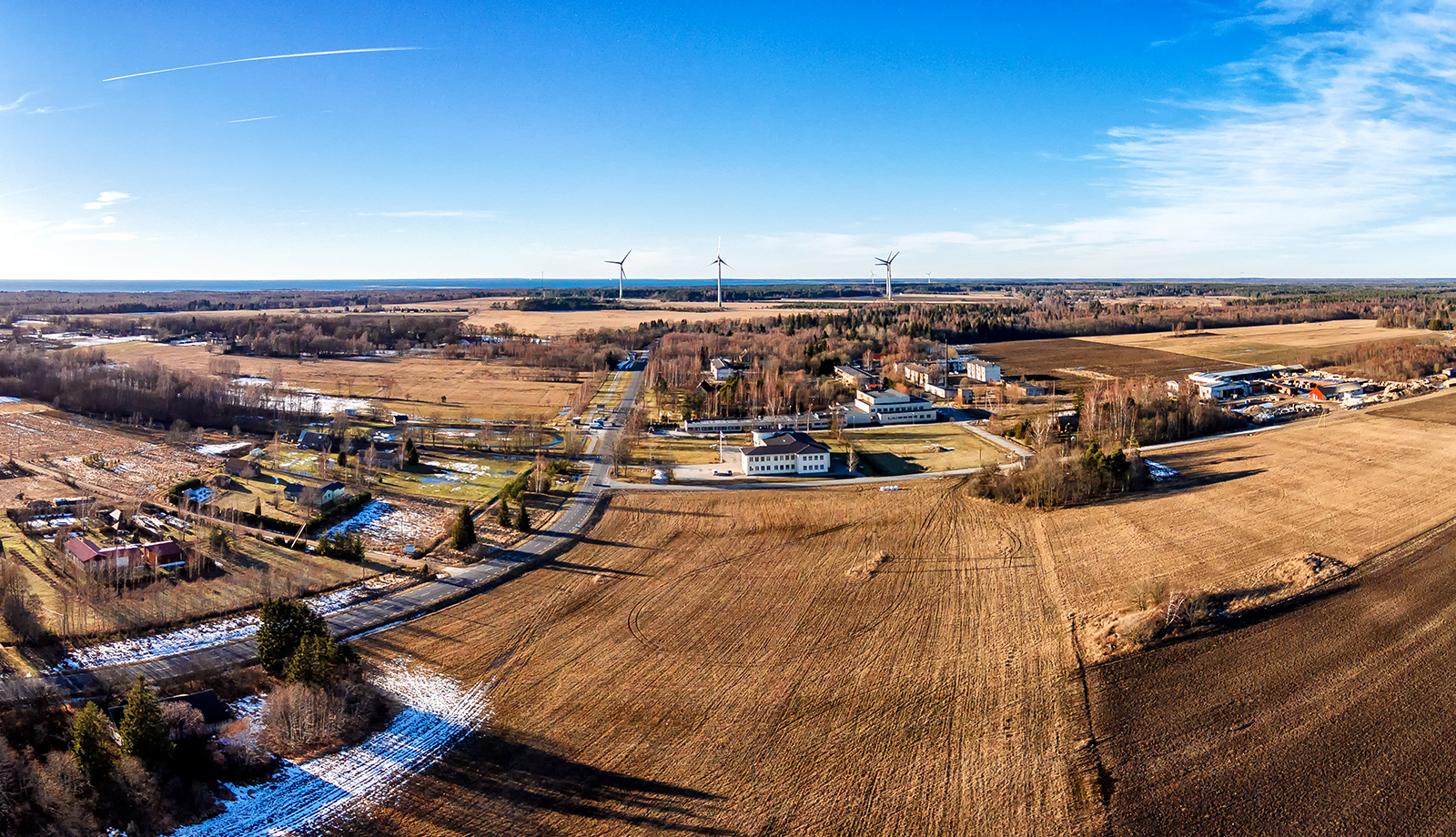

瓦爾布拉，是愛沙尼亞派爾努縣莱内兰纳市镇内的村庄，位於該國西南部，曾是原瓦爾布拉市镇的行政中心，處於首都塔林西南面130公里，海拔高度26米，2012年該村庄人口148。
58°25′57″N 23°44′48″E / 58.43250°N 23.74667°E